# Skarpskytterörelsen

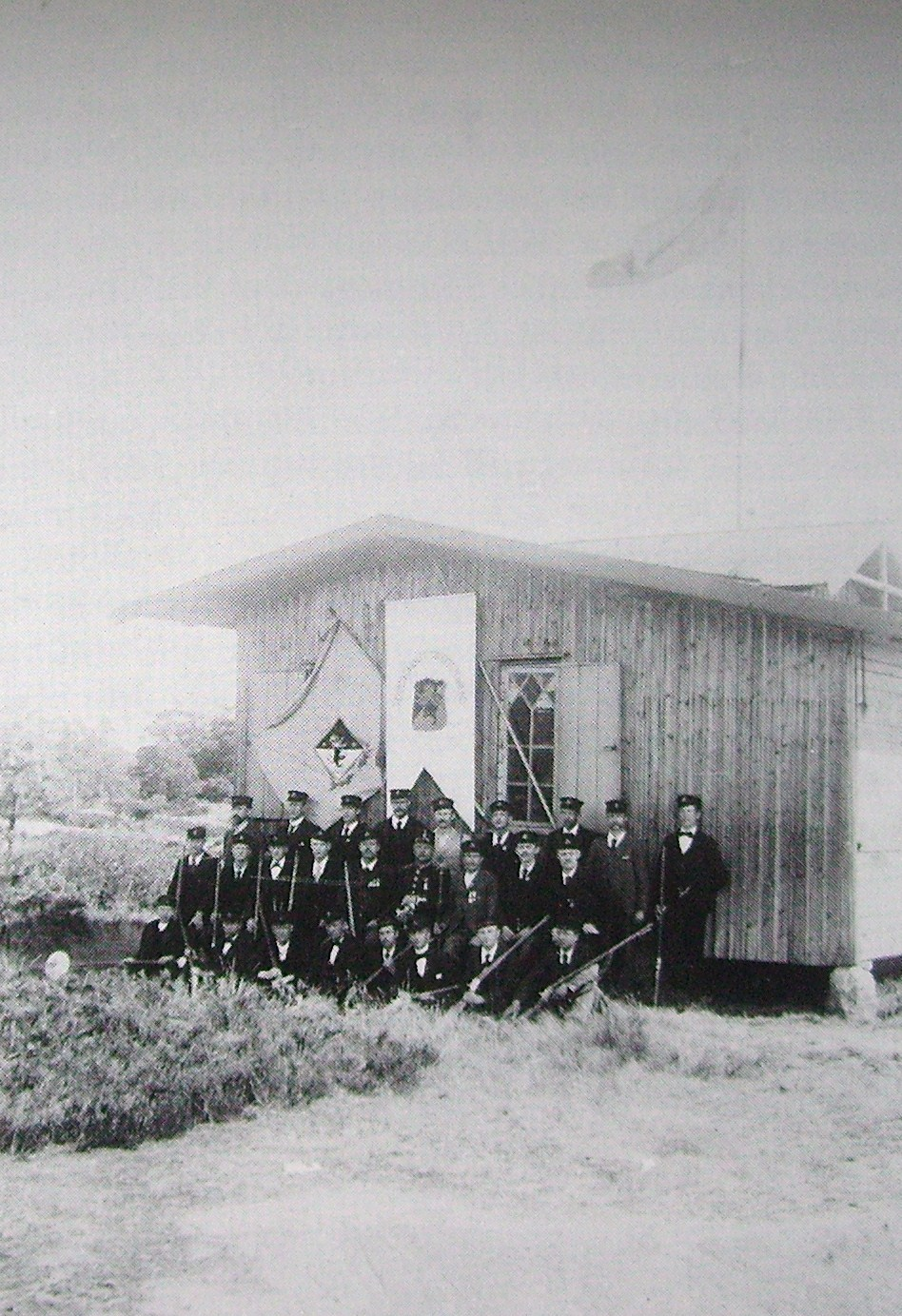
Skyttepaviljong på Hjortmossen 1889.

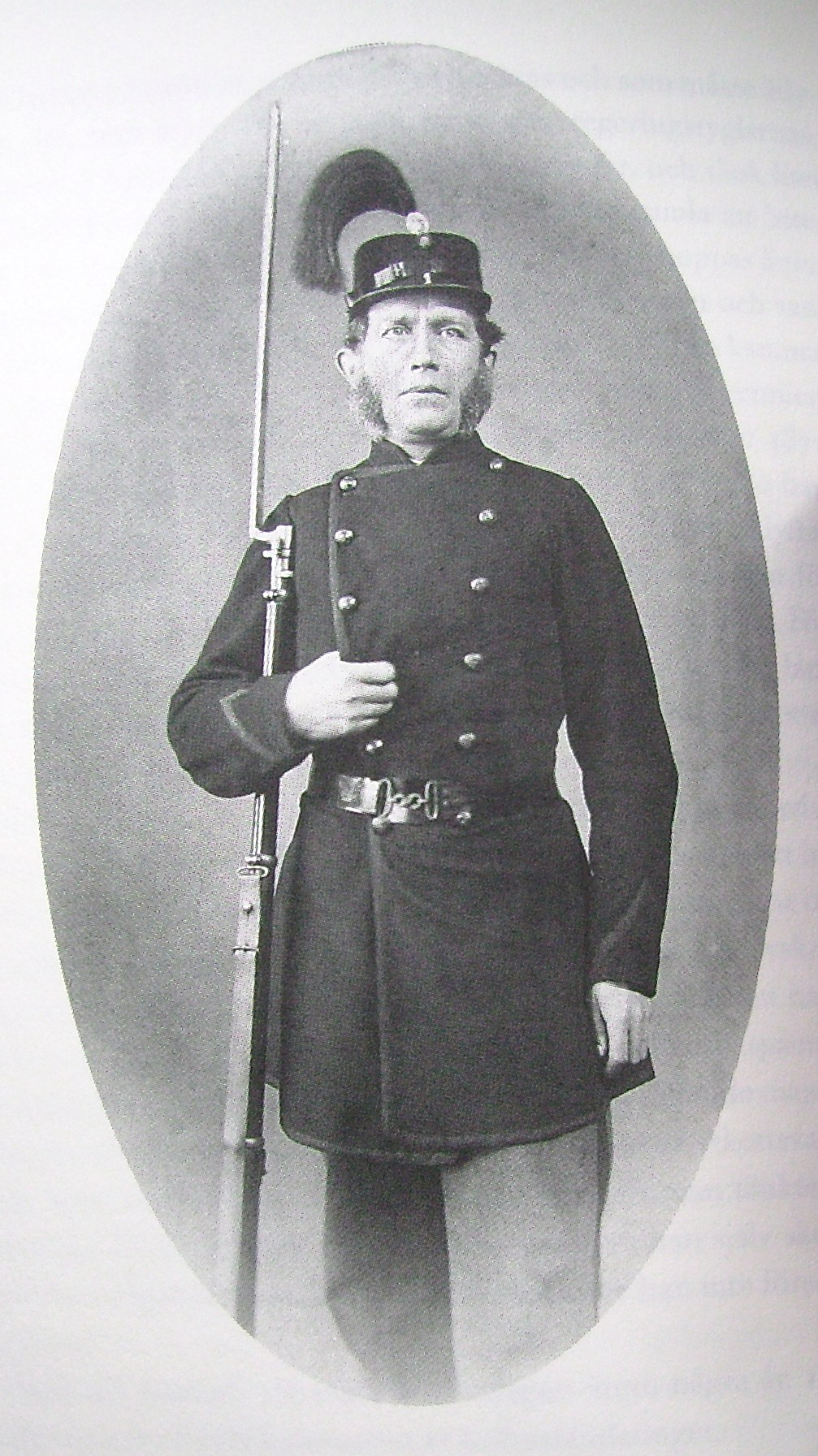
Korpral S.A. Hedlund vid skarpskytterörelsen.

Skarpskytterörelsen började 1860 i Sverige som frivillig försvarsrörelse, efter utländska förebilder. Under slutet av 1870-talet och början av 1880-talet upplöstes skarpskytteföreningarna eller ombildades till skytteföreningar.

## Bakgrund
Idén med frivilliga skarpskyttekårer härstammade från Schweiz men hämtades till Sverige närmast från Storbritannien.
Initiativtagare till den svenska skarpskytterörelsen var några kända publicister – Viktor Rydberg och Sven Adolf Hedlund i Göteborg, samt August Blanche och Lars Johan Hierta i Stockholm. Det var samma män som stred för representationsreformen, för allmän rösträtt och för folkhögskolorna.
Skarpskytterörelsen var ett uttryck för samma idéer. Sveriges försvar ansågs av initiativtagarna vara för svagt, och försvarsviljan upplevdes som dålig. Istället för den gamla indelta yrkesarmén ville man ha allmän värnplikt och en frivillig folkbeväpning efter samma mönster som i Schweiz. De första föreningarna bildades i Stockholm och Göteborg.

## Folkrörelse
Den första skarpskyttekåren bildades 1860. Snart fanns det skarpskyttekompanier och skarpskyttekårer överallt både i städerna och på landsbygden. Det blev en verklig folkrörelse. Mönstret var detsamma överallt; några eldsjälar tog ledningen. Från alla samhällsklasser anslöt sig skytteintresserade män, och med myndigheternas stöd anlades skjutbanor och övningsplatser. Det var en fosterländsk anda i uppropen och talen och en demokratisk inställning i leden.
För August Blanche, som kallades "skarpskytterörelsens fader", var skarpskyttearmén fosterlandets osvikliga trygghet. Men han såg i skarpskytterörelsen inte enbart en insats i försvaret utan också ett förverkligande av jämlikhetstanken, därför att den ställde alla i ledet, oberoende av deras sociala ställning, och inte mätte individerna med andra mått än duglighetens. Han såg också något sunt demokratiskt i att skarpskytteföreningarna "visat, hur lätt det går för sig att befalla utan tvång och hot, likasom att lyda utan slavens förödmjukelse och tysta klagan".
För myndigheterna tedde sig denna folkbeväpning dock först som nära nog samhällsfarlig. Konservativa tidningar spådde att "vid tillfällen av politisk agitation dessa beväpnade corpser skulle kunna utöva terrorism mot andre samhällsmedlemmar", och att vi skulle "få till oss överflyttade de amerikanska scener, där revolvern utgör det mest begagnade argumentet mot olika tänkande". Bland anhängarna av representationsreformen fanns det samtidigt de som i skarpskyttarna såg en makt som de kunde stödja sig på ifall motståndet skulle bli för envist.
Efter något besinnande beslutade sig dock regeringen för att hälsa den frivilliga nationalbeväpningen välkommen. Det skedde genom en kungörelse av den 8 mars 1861. Skarpskytterörelsen växte sedan lavinartat. Redan 1864 fanns det 239 föreningar med över 33 500 medlemmar. Föreningarna hade ofta en egen musikkår och manskör.
Efterhand började hänförelsen för skarpskytterörelsen att svalna, och många skyttar tröttnade på de militära formerna samt ville se en friare idrott. Efter 1880 omvandlades skarpskytteföreningarna till civila skytteförbund. År 1903 organiserades de i en skytteförbundens överstyrelse, och lever idag vidare i form av olika sportskytteförbund.

### Stockholmsföreningen
Stockholmsföreningen var störst med 2 300 skarpskyttar. Det blev också huvudstadens förening som fick ordna den stora årliga riksskyttetävlingen. Man samlades vid den norra skjutbanan vid nuvarande Jarlaplan, och vid tävlingen 1868 deltog sammanlagt 829 skyttar från 86 skarpskytteföreningar över hela landet. Riksskyttetävlingen pågick i en hel vecka, och de många gästerna var inkvarterade i sovsalar som staden ställde till förfogande. De bästa skyttarna fick stora penningpriser, och dessutom utdelades hederspriser av kungahuset, staden och andra intresserade. Prisutdelningsceremonin var oftast grandios.
Genom skarpskytterörelsen organiserades också vapenövningar för skolungdomen, och under övningarna var pojkarna klädda i uniform. Redan ett år efter starten 1868 kunde man ställa upp en styrka på 800 folkskolepojkar som var indelade i två bataljoner med eget befäl och egen musikkår. Vårar och somrar övade man och sköt till måls på Ladugårdsgärdet. Man gjorde också skolutfärder med båt och tåg till Järva krog och Uppsala. I september 1877 ordnades den första allmänna skyttetävlingen för Stockholms skolungdom, och sammanlagt 400 pojkar kom till Kaknäs skjutbanor. Från Stockholm spred sig verksamheten till läroverken i landsorten. År 1906 fick föreningen en egen anläggning, Stora Skuggans skjutbanor.